# Główny Urząd Planowania Przestrzennego
Główny Urząd Planowania Przestrzennego (GUPP) – centralny urząd administracji państwowej przy Ministerstwie Odbudowy, funkcjonujący w Polsce w latach 1945–1949, powołany w celu prowadzenia prac w zakresie planowego zagospodarowania przestrzennego kraju. Po zakończeniu działalności GUPP większość jego zadań przeszła do zakresu działania nowo utworzonej Państwowej Komisji Planowania Gospodarczego.

## Utworzenie i organizacja urzędu
Główny Urząd Planowania Przestrzennego powstawał równolegle ze strukturami Ministerstwa Odbudowy. Podstawą prawną utworzenia obu urzędów stał się dekret z 24 maja 1945 r., który wszedł w życie 11 czerwca 1945 r. Przepisy te stanowiły, że władzą naczelną w zakresie planowego zagospodarowania przestrzennego kraju jest Minister Odbudowy, natomiast GUPP jest jego organem centralnym prowadzącym w tych sprawach bieżącą działalność. W dekrecie określono również, że organizacja i zakres działania urzędu zostaną uregulowane odrębnymi przepisami.
Kierownictwo urzędu w początkowym okresie funkcjonowania objął Jan Chmielewski. Jako Dyrektor GUPP wydał on 24 lipca 1945 r. okólnik nr 13 informujący wojewodów i pełnomocników rządu o tymczasowej organizacji terenowej w zakresie planowania regionalnego. Zgodnie z okólnikiem funkcje komisji i biur regionalnego planu zabudowania (przewidzianych w przepisach przedwojennych) do momentu wydania nowych regulacji prawnych pełniły w urzędach wojewódzkich regionalne urzędy planowania przestrzennego z dyrektorami na czele.
Dekretem z 2 kwietnia 1946 r. wprowadzono przepisy dotyczące planowego zagospodarowania przestrzennego kraju, ustalające trzystopniowy system planowania (plan krajowy, plany regionalne i plany miejscowe) oraz organizację władz w tym zakresie. Na czele urzędu stanął Prezes GUPP mianowany przez Prezydenta Krajowej Rady Narodowej na wniosek Rady Ministrów. Po wejściu dekretu w życie stanowisko to objął Michał Kaczorowski, łącząc je od tej pory z funkcją Ministra Odbudowy. Oprócz niego w skład kierownictwa urzędu wchodzili dwaj wiceprezesi: Jan Chmielewski (od 1946 r.) oraz Józef Zaremba (od 1947 r.).
Terenowymi jednostkami urzędu stały się regionalne dyrekcje planowania przestrzennego w urzędach wojewódzkich. Ich dyrektorów mianował Minister Odbudowy po zasięgnięciu opinii wojewodów. Na niższym szczeblu funkcję miejscowych urzędów planowania przestrzennego pełniły zarządy miejskie i wydziały powiatowe.

## Zakres działania urzędu
Zgodnie z dekretem z 2 kwietnia 1946 r. do zakresu działania Głównego Urzędu Planowania Przestrzennego należały następujące sprawy:
- sporządzanie planu krajowego we współdziałaniu z Centralnym Urzędem Planowania i innymi resortami,
- udzielanie opinii w zakresie planowania przestrzennego,
- przeprowadzanie kontroli inwestycji w zakresie ich zgodności z planem krajowym,
- zawieszanie robót prowadzonych niezgodnie z planem krajowym,
- orzekanie przywrócenia stanu pierwotnego w przypadkach robót prowadzonych niezgodnie z planem krajowym, planem regionalnym lub planem miejscowym,
- wyrażanie zgody na plany regionalne,
- ustalanie terminów sporządzania planów miejscowych.

Do kompetencji regionalnych dyrekcji planowania przestrzennego należało sporządzanie planów regionalnych, udzielanie informacji i opinii w zakresie planów regionalnych, przeprowadzanie kontroli inwestycji w zakresie ich zgodności z planem regionalnym, zawieszanie robót prowadzonych niezgodnie z planem regionalnym, zawiadamianie właściwych władz o prowadzeniu robót przez organy państwowe niezgodnie z planem regionalnym, wyrażanie zgody na plany miejscowe.
Miejscowe urzędy planowania przestrzennego odpowiadały za sporządzanie planów miejscowych, przeprowadzanie kontroli inwestycji w zakresie ich zgodności z planem miejscowym, zawieszanie robót prowadzonych niezgodnie z planem miejscowym, zawiadamianie właściwych władz o prowadzeniu robót przez organy państwowe niezgodnie z planem miejscowym.
Wyjątkiem od ustalonych zasad stała się szczególna regulacja prawna w zakresie planowania przestrzennego obowiązująca w stolicy. Na mocy ustawy z 3 lipca 1947 r. oraz rozporządzenia Ministra Odbudowy z 11 grudnia 1947 r. za sporządzanie planów regionalnych i planów miejscowych na obszarze m. st. Warszawy oraz Warszawskiego Zespołu Miejskiego odpowiadało Biuro Odbudowy Stolicy.

## Struktura urzędu
Tymczasowy statut organizacyjny Głównego Urzędu Planowania Przestrzennego został zatwierdzony 5 grudnia 1946 r. przez Ministra Odbudowy. Struktura urzędu przedstawiała się wówczas następująco:
- Biuro Organizacyjno-Administracyjne
- Biuro Studiów
- Biuro Planu Krajowego
- Biuro Planów Regionalnych
- Biuro Planowania Osiedli Miejskich
- Biuro Planowania Wsi
- Sekretariat Naukowy
- Samodzielny Referat Prawny
- Samodzielny Referat Programowania Prac

Statut ten obowiązywał do momentu ukazania się zarządzenia Ministra Odbudowy z 18 września 1948 r., na mocy którego wprowadzony został nowy podział centrali GUPP:
- Biuro Prezydialne
- Biuro Planu Krajowego
- Biuro Planów Regionalnych
- Biuro Planowania Miejscowego
- Biuro Administracyjne
- Samodzielny Wydział Inspekcji i Kontroli

Organami opiniodawczymi w sprawach z zakresu planowego zagospodarowania przestrzennego były: Główna Rada Planowania przy Głównym Urzędzie Planowania Przestrzennego oraz regionalne rady planowania przy regionalnych dyrekcjach planowania przestrzennego.

## Likwidacja urzędu
Zakończenie działalności urzędu nastąpiło po wejściu w życie przepisów zmieniających organizację naczelnych władz gospodarki narodowej. Ustawą z 27 kwietnia 1949 r. Ministerstwo Odbudowy przekształcono w Ministerstwo Budownictwa, natomiast Główny Urząd Planowania Przestrzennego został zlikwidowany. Rozporządzeniem Rady Ministrów z 12 maja 1949 r. dokonano rozgraniczenia kompetencji organów w zakresie planowego zagospodarowania przestrzennego kraju, pozostawiając przy resorcie budownictwa jedynie sprawy miejscowych planów zagospodarowania przestrzennego oraz nadzoru nad ich realizacją, a wszystkie inne uprawnienia GUPP przekazując do zakresu działania Państwowej Komisji Planowania Gospodarczego.